# اتحاد ساحل العاج للرجبي
اتحاد ساحل العاج للرجبي هو الهيئة الإدارية لرياضة الرجبي في ساحل العاج، تأسس في عام 1961 وأصبح تابعًا لـعالم الرجبي في عام 1988.